# Sabre modèle 1896
Le sabre modèle 1896 est un sabre français de cavalerie, pour la troupe et les officiers. Il est adopté en 1897 pour la cavalerie de ligne, en remplacement du sabre modèle 1882 de cavalerie, puis fera par la suite l'objet d'essais pour la cavalerie légère.

## Description
Le sabre modèle 1882 ne donna pas satisfaction, surtout pour la protection de la main, jugée pas assez efficace. En résulte un nouveau modèle, le sabre de cavalerie modèle 1896, avec une coquille symétrique et enveloppante, inspirée du sabre du général Préval.
C'est le premier sabre qui, selon le règlement, ne reçoit plus de rivetage sur la calotte, mais qui sera monté avec un écrou rond à fente, vissé sur la soie. C'est aussi le premier sabre qui indique sur le dos de la lame l'acier utilisé pour celle-ci.
Il en existe trois variantes : le sabre de cavalerie de ligne modèle 1896, le sabre d'officier de cavalerie modèle 1896, et le sabre de cavalerie légère modèle 1896.

## Caractéristiques

### Sabre modèle 1896 de cavalerie de ligne de troupe
Il équipa la troupe des cuirassiers et des dragons.
Caractéristiques réglementaires de l'arme lors de sa mise en service :
- longueur de la lame : 95 cm
- type de lame : lame droite, un pan creux par face, double tranchant sur le dernier quart de la lame, pointe dans l'axe
- flèche : aucune
- largeur au talon : 2,9 cm
- monture : en laiton poli, une branche principale et quatre latérales
- poignée : bois encordé recouvert de basane avec filigrane laiton
- fourreau : tôle d'acier, un bracelet de bélière
- poids avec fourreau :  1,550 kg

Le dessus de la coquille est doté d'un cordon brise pointe, il fait le tour de la coquille, du quillon jusqu'aux branches. Il existe des variantes sans cordon brise pointe, fabrications privées surement pour sous-officiers.

### Sabre modèle 1896 d'officier de cavalerie
Il équipa les officiers des cuirassiers et des dragons, ainsi que les officiers généraux de l'armée française lorsqu'ils devaient porter le sabre.
Caractéristiques réglementaires de l'arme lors de sa mise en service :
- longueur de la lame : 3 tailles : 95 cm, 90 cm, 85 cm
- type de lame : lame droite, un pan creux par face, double tranchant sur le dernier quart de la lame, pointe dans l'axe
- flèche : aucune
- largeur au talon : 2,9 cm
- monture : en laiton poli, une branche principale et quatre latérales, avec motifs de décoration et dorures
- poignée :  en corne de buffle noircie avec filigrane doré
- fourreau : tôle d'acier, un bracelet de bélière
- poids avec fourreau : selon les différentes tailles, de 1,550 à 1,525 kg

Pour les officiers généraux, des étoiles en relief sont ajoutées sur la coquille, selon leur grade.

### Sabre modèle 1896 de cavalerie légère
Il fut décidé en 1897 de lancer une production pour essais, pour doter la cavalerie légère du modèle 1896, mais cela ne donna que peu de résultats, et le modèle ne fut jamais mis en dotation pour toutes les troupes.
Ce modèle devait être le même que celui pour la troupe de la cavalerie de ligne, mais avec une lame de 90 cm.